# Yudu
För andra betydelser, se Yudu (olika betydelser).
Yudu, tidigare romaniserat Yütu, är ett härad som lyder under Ganzhous stad på prefekturnivå i Jiangxi-provinsen i södra Kina.

## Historia
201 f.Kr. grundades häradet som Yúdū (雩都). 1957 bytte det stavning till Yudu (于都).
Under första hälften av 1930-talet var Yudu bland de härader som kontrollerades av den Kinesiska sovjetrepubliken.
Den kommunistiske generalen Zeng Yongya kommer från häradet och deltog som ung i den lokala gerillarörelsen. 1931 gick han med i den Röda armén och året därpå blev han medlem i Kinas kommunistiska ungdomsförbund och Kinas kommunistiska parti.